# برت كينيدي
برت كينيدي (بالإنجليزية: Burt Kennedy )‏ (و. 1922 – 2001 م) هو مخرج أفلام، وكاتب سيناريو، ومنتج أفلام أمريكي، ولد في مسكيغون، بدأ مشواره المهني سنة 1956، توفي في شيرمان أوكس، عن عمر يناهز 79 عاماً.

## جوائز
حصل على جوائز منها:
- ستار سيلفر.

## وصلات خارجية
- برت كينيدي على موقع IMDb (الإنجليزية)
- برت كينيدي على موقع الموسوعة البريطانية (الإنجليزية)
- برت كينيدي على موقع ألو سيني (الفرنسية)
- برت كينيدي على موقع تيرنر كلاسيك موفيز (الإنجليزية)
- برت كينيدي على موقع أول موفي (الإنجليزية)
- برت كينيدي على موقع قاعدة بيانات الأفلام السويدية (السويدية)
- برت كينيدي على موقع إن إن دي بي (الإنجليزية)
- برت كينيدي على موقع قاعدة بيانات الفيلم (الإنجليزية)
- برت كينيدي على موقع كينوبويسك (الروسية)